# Roberto Rosato
Roberto Rosato (Chieri, 18 augustus 1943 - aldaar, 20 juni 2010) was een Italiaans voetballer. Hij nam met het Italiaans voetbalelftal tweemaal deel aan het Wereldkampioenschap voetbal, in 1966 en 1970. Met ditzelfde elftal werd hij Europees kampioen in 1968. Rosato speelde in totaal 351 wedstrijden in de Serie A waarvan 187 bij AC Milan. Hierdoor maakt hij deel uit van de Milan Hall Of Fame.
Rosato overleed op 66-jarige leeftijd, op de dag dat het Italiaans voetbalelftal op het Wereldkampioenschap voetbal te Zuid-Afrika een wedstrijd speelde tegen het Nieuw-Zeelands voetbalelftal. Ter ere van zijn overlijden droegen alle Italiaanse spelers tijdens deze wedstrijd een zwarte rouwband.